# Кавалджиев, Тодор
Тодор Колев Кавалджиев (26 января 1934, Главан, Старозагорская область — 6 февраля 2019, София) — болгарский политический деятель и экономист, вице-президент Болгарии (1997—2002).

## Биография

### Ранняя жизнь
Родился 26 января 1934 года в селе Главан. В 1952 году был отправлен в тюрьму в Хасково во время попытки восстановить в окрестностях Союз сельскохозяйственной молодежи (ЗМС). Он отсидел 11 лет в тюрьме Пазарджика и Стара-Загоры. Дважды был в лагере в Белене. С 1952 по 1963 год его судили, депортировали и заключили в тюрьмах Хасково, Пазарджика и Плевена. После амнистии с 1965 по 1966 год работал строителем в «Софстрое» (1965—1966).
В период с 1966 по 1970 год учился в Свиштове, получил высшее экономическое образование. Там же спустя три года Кавалджиев получил ещё одно высшее образование по специальности «Учёт, механизация и автоматизация управленческой работы». С 1970 по 1973 год и с 1982 по 1983 год работал дизайнером-организатором на заводе «Серп и молот» в Стара-Загоре. Затем до 1975 года работал в лесничестве села Главан.
В период с 1975 по 1982 год работал главным бухгалтером на заводе имени Ленина в Николаево. В 1983—1990 годах работал экономистом в ОПОСО Стара-Загора.

### Политическая деятельность
В 1989 году активно участвовал в восстановлении Аграрного союза имени Николы Петкова. 15 марта того же года он обратился к премьер-министру Георги Атанасову по радио «Свободная Европа» с просьбой отменить закон о роспуске Аграрного союза имени Николы Петкова и амнистировать тех, кого судили по этому закону.
Член Великого национального собрания VII созыва (1990—1991). До 1992 года он был членом Постоянного присутствия Болгарского сельскохозяйственного народного союза «Никола Петков». С 1992 года занимал должность секретаря Постоянного присутствия Болгарского аграрного союза «Никола Петков».

### Вице-президент Болгарии
В 1996 году он баллотировался на пост вице-президента от Объединённых демократических сил вместе с Петром Стояновым и выиграл второй тур выборов.

## Личная жизнь
Был женат на Филарете Кавалджиевой (род. 1939), по профессии она экономист. У пары есть дочь (род. 1978).